# Acalypha comonduana
Acalypha comonduana är en törelväxtart som beskrevs av Charles Frederick Millspaugh. Acalypha comonduana ingår i släktet akalyfor, och familjen törelväxter. Inga underarter finns listade i Catalogue of Life.